# Keratographie

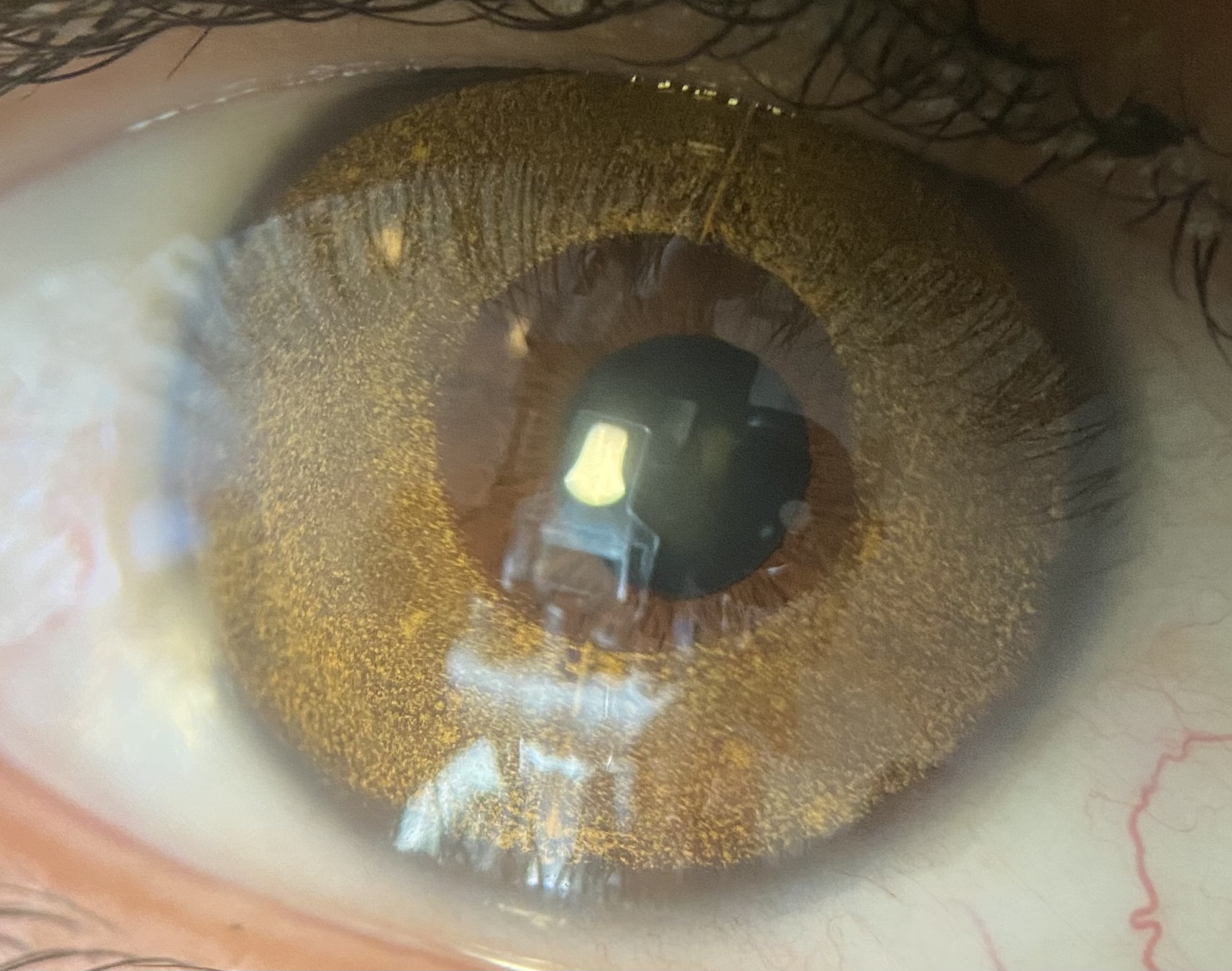
Hornhauttätowierung mit einem Femtosekundenlaser. Honiggoldene Farbe

Mit Keratographie (auch: Hornhauttätowierung oder Keratopigmentierung) bezeichnet man eine in der Augenheilkunde angewandte, verfeinerte Form der Tätowierung und ein selten praktiziertes Verfahren rekonstruktiver Chirurgie.

## Verfahren und Anwendungsgebiete
Bei der Keratographie werden farbechte Pigmente (Platinchlorid) in die mittlere Schicht der Hornhaut (Stroma) des Auges eingebracht. In entsprechend indizierten Fällen wird eine Operation in der Regel nur an Augen durchgeführt, die irreparable Schäden durch Unfall oder Krankheit aufweisen, und deren Sehschärfe bereits verloren gegangen ist. Man verspricht sich hiervon Verbesserungen des äußeren Erscheinungsbildes von Iris und Pupille und ggf. eine kosmetische Rekonstruktion des Auges. Fallweise können Tätowierungen der Hornhaut weitere medizinische Indikationen zugrunde liegen, beispielsweise bei ausgeprägten Formen von Albinismus, Aniridie, Iriskolobomen, Keratokonus und insbesondere weißliche, großflächige Hornhautnarben (Leukom, Leucoma corneae, auch Leucoma adhaerens). In Fällen, bei denen noch ein verbliebener Sehrest oder eine geringe Sehschärfe besteht, kann dadurch unter Umständen eine Reduzierung von störenden Blendwirkungen erreicht werden. Auch ist ein stenopäischer Effekt nicht ausgeschlossen, der zu einer gewissen Verbesserung des Visus führen kann. Darüber hinaus ist die Keratopigmentierung aus rein ästhetischen Gründen ein Eingriff, der immer häufiger bei Patienten durchgeführt wird, die ihre Augenfarbe ändern möchten. Der Begriff Keratographie weist mittlerweile eine gewisse Mehrdeutigkeit auf, da die Videokeratographie, ein Messverfahren der Hornhauttopographie (Keratometrie), häufig auch verkürzt Keratographie genannt wird.

## Risiken und Nachteile
Trotz der möglichen Vorteile für eine kleine Patientengruppe ist das Verfahren der Keratographie mit erheblichen Risiken verbunden, nicht zuletzt wegen der Schwierigkeit des Eingriffs und in Ermangelung einer präzisen Durchführbarkeit. Manche Patienten klagen nach einer Behandlung über Fremdkörpergefühle. Nicht alle behandelten Personen sprechen auf das Verfahren gleichermaßen an, die Farbe kann sich nach einiger Zeit verflüchtigen, die Größe des Tattoos kann sich verändern, oder der Eingriff führt zu einer Keratitis. Toxische Reaktionen, dauerhafte Hornhautepitheldefekte, Hornhautulcus oder Iridocyclitis sind ebenfalls als mögliche Komplikationen bekannt. Insgesamt sind die Behandlungsergebnisse der Keratographie nicht in allen Fällen zufriedenstellend.

## Geschichte
Eine Behandlung, die dem Verbergen entstellender Narben oder Verletzungen der vorderen Augenabschnitte dienen soll, ist bereits seit etwa 2000 Jahren bekannt.
Sie wurde erstmals im Jahre 150 n. Chr. von dem griechischen Arzt Galenos erwähnt, geriet später aber wieder in Vergessenheit. Der französische Augenarzt Louis de Wecker modifizierte später das Verfahren und stellte es um 1869 erneut vor.
Nachdem die Hornhauttätowierung mit der Entwicklung von verbesserten Operationsmethoden für Jahrzehnte kaum noch angewandt wurde, kann sie in der heutigen Zeit zumindest für eine begrenzte Anzahl von Patienten wieder eine adäquate Behandlungsmethode zur plastischen Korrektur und ästhetischen Verbesserung der vorderen Augenabschnitte darstellen. Kürzlich beschrieb Jorge Alió eine Technik, die Keratopigmentierung und die Verwendung eines Femtosekundenlasers bei der Behandlung der essentiellen Irisatrophie kombiniert. Diese Technik wurde erstmals zu rein kosmetischen Zwecken an gesunden Augen von Francis Ferrari angewendet.